# Belfast Lough
Belfast Lough (irsky Loch Lao, resp. Loch Laoigh nebo Loch Laigh) je velká mořská zátoka na východním pobřeží Irska. Z politicko-administrativního hlediska se nachází na území historické provincie Ulster v Severním Irsku ve Spojeném království.

## Geografie
Belfast Lough vybíhá do vnitrozemí ze severní části Irského moře v místech, kde Severní průliv (North Channel) mezi Irskem a Skotskem dosahuje šířky zhruba jen 35 km. Severní břehy zátoky leží na území hrabství Antrim, jižní pak v hrabství Down. Ve vnitřní části zátoky se vyskytují říční nánosy, ve vnější východní části je dno a pobřeží skalnaté s malými písečnými plážemi. Ústí zátoky ohraničují body Orlock Point a Blackhead.

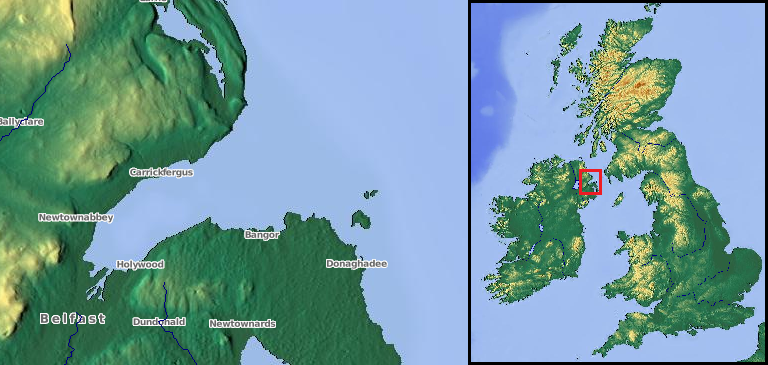
Geografická poloha zátoky

Největším městem v oblasti zátoky je severoirská metropole Belfast v nejzápadnější části Belfast Lough. V těchto místech do zátoky ústí řeka Lagan, která pramení na svazích hory Slieve Croob v hrabství Down a se svou délkou 86 km je největší řekou v Severním Irsku. Dalšími významnými městy na březích zátoky jsou Newtonabbey, Carrickfergus a Bangor. U vjezdu do zátoky se na severním břehu nachází městečko Whitehead, na jihu pak to je malý přístav Gloomsport, ležící na severním pobřeží poloostrova Ards.
Sídla na obou březích zátoky spojují železniční tratě. Na severu to je železniční trať, která vede z Belfastu do přístavu Larne, odkud existuje spojení lodními trajekty do skotského Stranraeru. Po jižním břehu zátoky vede železniční trať a souběžná silnice z Belfastu přes Holywood a Helen´s Bay do Bangoru.

## Pojmenování zátoky
Irské pojmenování zátoky souvisí se historickým jménem řeky Lagan, která byla irsky nazývána Lao. Irský název Loch Lao se pak objevoval v poangličtěné verzi jako Loch Lee. Do 17. století, než Belfast zastínil svým významem historicky mnohem starší Carrickfergus, bývala zátoka anglicky označována jako Carrickfergus Bay (například na mapách Ulsteru ze 16. století), v ulsterské skotštině jako Bilfawst Loch nebo Craigfergus Loch.

## Historie
Jméno zátoky se poprvé objevuje v geografických spisech Klaudia Ptolemaia ve 2. století n. l. jako Logia, což byla nejstarší podoba výrazu, značícího slovo tele nebo jalovice (lóeg ve staré irštině a lao v irštině moderní). V irských pramenech se stabilně po staletí objevuje název zátoky Loch Lao, respektive již před rokem 272 jako Loch Laigh v Tigernachových análech, což bezprostředně souvisí s nejstarším irským pojmenování řeky Lagan jako Lao, tj. Tele.

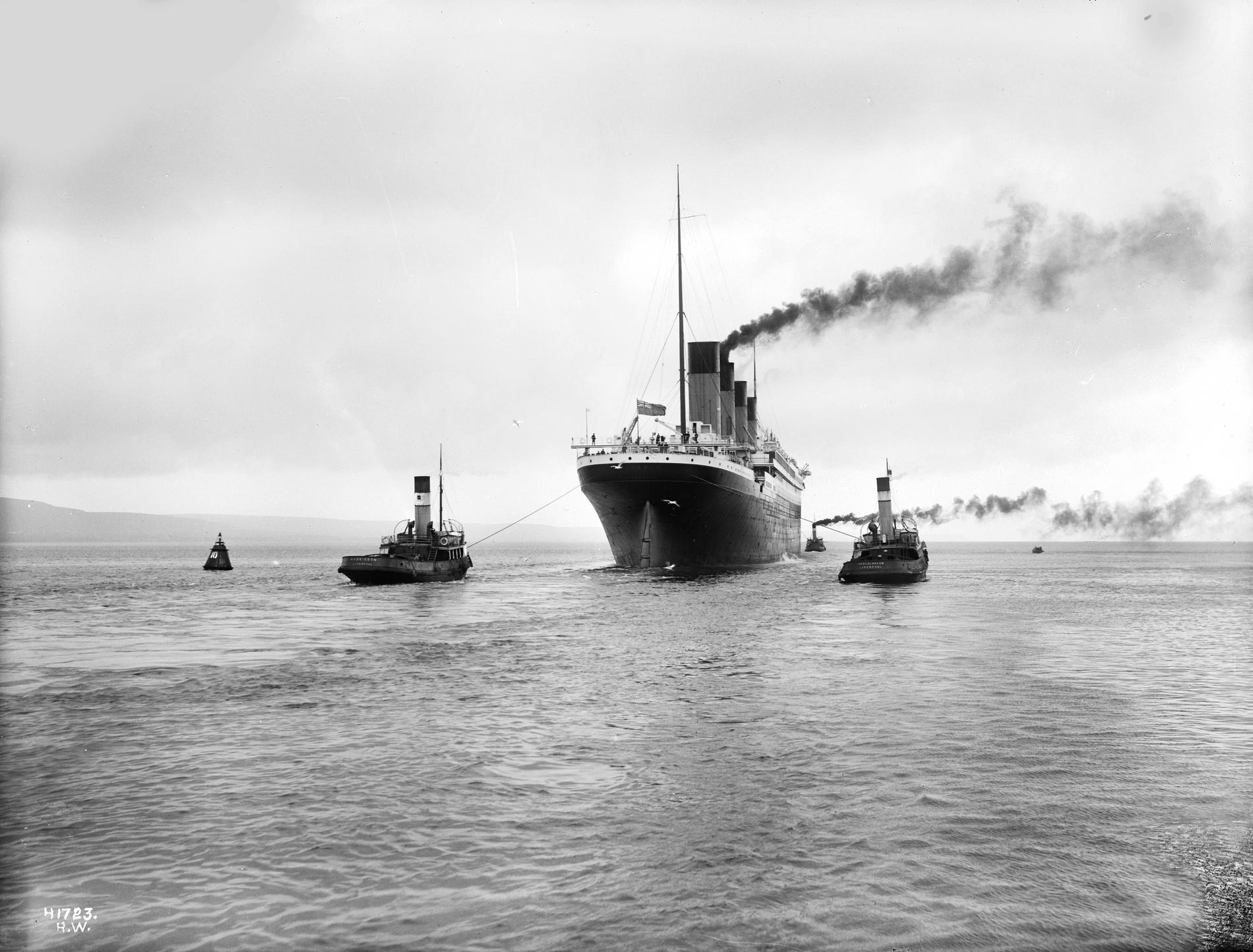
Titanic na své cestě belfastskou zátokou v dubnu 1912

Během staletí od raného středověku až po 17. století se v oblasti zátoky odehrály četné válečné události a bitvy, související s irskou historií, mj. například bitva u Carrickfergusu v roce 1689, v níž se střetly síly Viléma III. Oranžského, vedené maršálem Frederickem Schombergem, s vojskem katolického krále Jakuba II. Zátoka poté sloužila jako základna wiliamitského loďstva v období před rozhodující bitvou na řece Boyne. Ve 20. století v době druhé světové války byly v sídlech kolem zátoky základny spojeneckých vojsk a v některých místech, jako např. v Carrickfergusu, byli internováni italští a němečtí váleční zajatci.
Na počátku 20. století byly v loděnicích Harland & Wolff v Belfastu, která se nachází v ústí řeky Lagan do zátoky Belfast Lough, postaveny tři největší zaoceánské parníky společnosti White Star Line. Jednalo se o lodě RMS Olympic (dokončena v r. 1911), RMS Titanic (1912) a HMHS Britannic (1914). Trup Titanicu byl zde spuštěn na vodu 3. května 1911. Po dokončení a řadě zatěžkávacích zkoušek vyplula v noci z 2. na 3. dubna 1912 tato ve své době největší loď světa přes zátoku Belfast Lough do anglického Southamptonu a posléze na svou osudovou cestu přes Atlantik.

## Ochrana přírody
Západní část zátoky s mělčinami a lagunami v oblasti belfastského přístavu a letiště (George Best Belfast City Airport) je chráněna jako ptačí rezervace. Vyskytují se zde a hnízdí četné chráněné druhy, jako je například vodouš rudonohý z podřádu bahňáků, břehouš černoocasý, břehouš rudý, husice liščí, koliha velká, jespák obecný, jespák mořský, kameňáček pestrý nebo ústřičník velký. Předmětem ochrany je též mořský plž Crepidula fornicata Lamarck. Tato vnitřní část zátoky byla zaregistrována jako oblast zvláštního vědeckého významu (Area of special scientific interest – ASSI) již v roce 1987. Oblast o rozloze 432,14 ha mezi 54° 38′ severní šířky a 5° 54′ západní délky byla zapsána 5. srpna 1998 na seznam chráněných mokřadů podle Ramsarské úmluvy.

## Galerie

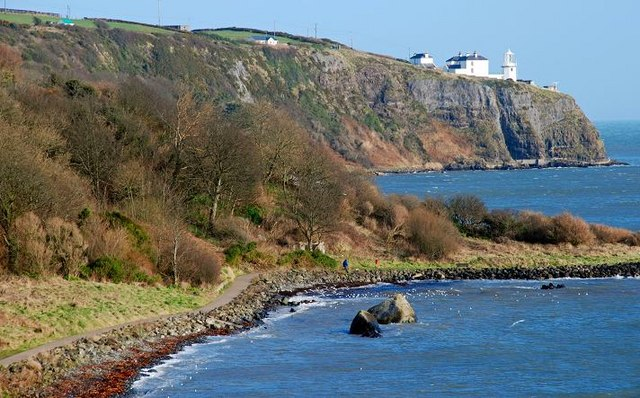
Maják na mysu Blackhead na severním pobřeží
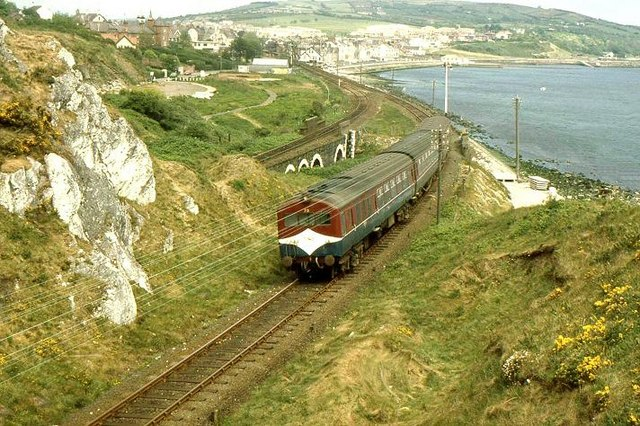
Železniční trať Belfast – Larne poblíž městečka Whitehead
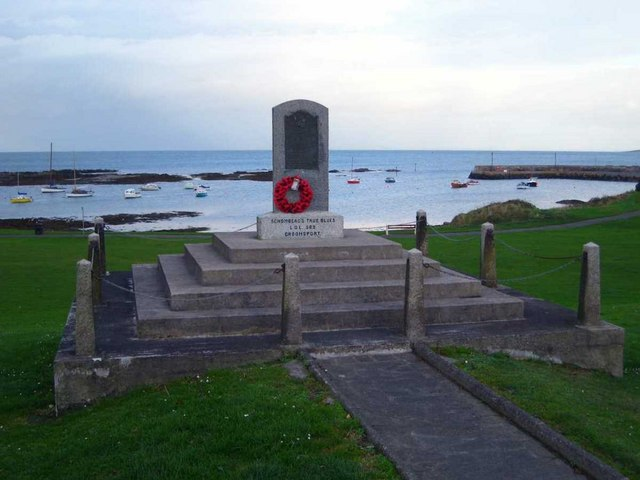
Pomník Friedricha von Schomberga v Groomsportu
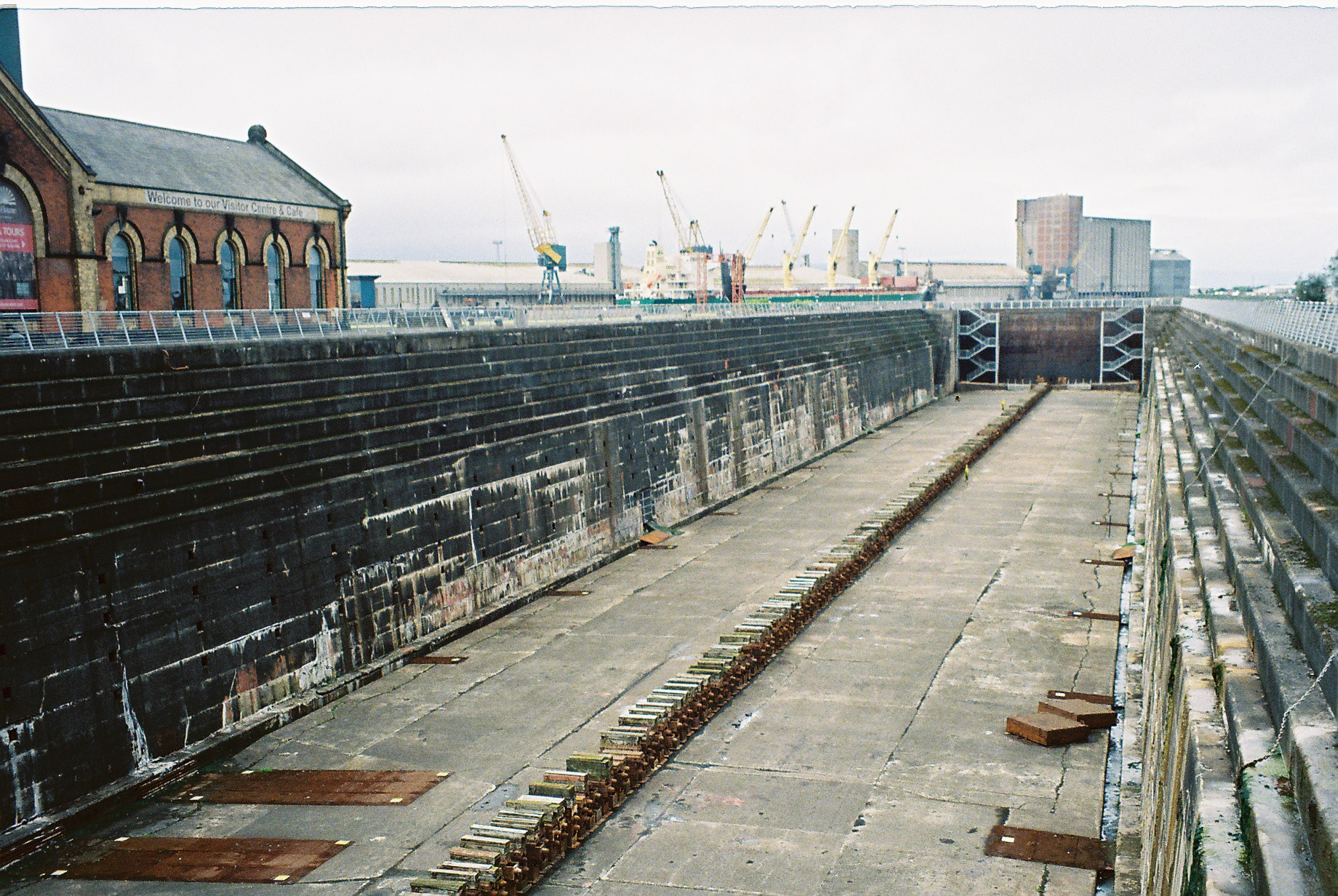
Dok v ústí řeky Lagan, kde byl postaven Titanic
Obytný komplex St John's Wharf v belfastské zátoce
Pobřeží u Helen's Bay, na obzoru v mlze je Bangor